# Tata Amaral
Márcia Lellis de Souza Amaral, conocida profesionalmente como Tata Amaral (São Paulo, 19 de septiembre de 1960), es una cineasta brasileña citada por varios críticos como una de las directoras más importantes del cine brasileño desde la década de 1990.

## Biografía
Tata Amaral estudió en la escuela Equipe, en São Paulo. Entre los 17 y 18 años, se casó, se unió a la organización de izquierda Liberdade e Luta, tuvo una hija y perdió a su marido en un accidente. Aprobó los exámenes de ingreso para periodismo e historia en la Universidad de São Paulo, pero como no había terminado la secundaria, no pudo seguir ninguna de las dos carreras. En 1982 realizó un curso complementario y pasó a asistir, como oyente, a clases de cine en la Escuela de Comunicaciones y Artes de la Universidad de São Paulo. Allí conoció al profesor Jean-Claude Bernardet, quien se convertiría en su compañero en varios guiones.
Entre 1986 y 1994 realizó varios cortometrajes, algunos de ellos en colaboración con Francisco Cesar Filho, su pareja en ese momento. Recibió varios premios nacionales y compitió en festivales y muestras internacionales, participando activamente en el momento que se conoció como la Primavera del Cortometraje Brasileño. También creó varias videoinstalaciones, destacándose por su experimentación con lenguajes y medios.
En 1997 realizó su primer largometraje, Um Céu de Estrelas, que fue premiado en los festivales de Brasilia, Boston, Trieste, Créteil y La Habana y fue considerado por la crítica como una de las películas brasileñas más importantes de la década.
En sociedad con su hija Caru Alves de Souza, creó en 2006 la productora Tangerina Entretenimento.
Su tercer largometraje, Antônia, filmado en São Paulo en 2005 y estrenado en 2006, retrata a un grupo de cantantes de rap de Brasilândia, compuesto por Negra Li, Cindy Mendes, Leilah Moreno y Quelynah, que enfrentan una vida cotidiana de violencia, pobreza y machismo para realizar su sueño de ganarse la vida con la música. Autora de la serie homónima,  que continuó la historia de la película, producida por O2 Filmes y exhibida por Rede Globo, en dos temporadas entre 2006 y 2007, y nominada al premio Emmy Internacional en 2007.
También en 2007, Tata Amaral publicó el libro Hollywood: Depois do Terreno Baldio, de cuentos y relatos recopilados durante la investigación para la producción de Antônia, por la editorial O Nome da Rosa.

## Reconocimientos y premios
| Año  | Premio                                                                           | Categoría                                                                       | Obra               |
| ---- | -------------------------------------------------------------------------------- | ------------------------------------------------------------------------------- | ------------------ |
| 1987 | Festival de Cinema do Maranhão                                                   | Trofeo Guarnicê a la Mejor Película                                             | Poema: Cidade      |
| 1991 | Jornada de Cinema da Bahia                                                       | Premio Tatu de Ouro a la Mejor Película                                         | Viver a Vida       |
| 1991 | Festival de Gramado                                                              | Kikito al Mejor Guion                                                           | Viver a Vida       |
| 1991 | Festival de Brasília do Cinema Brasileiro                                        | Premio del público Candango a la Mejor Película                                 | Viver a Vida       |
| 1991 | Festival de Brasília do Cinema Brasileiro                                        | Premio del jurado oficial a la Mejor Dirección                                  | Viver a Vida       |
| 1992 | Festival Guarnicê de Cinema                                                      | Trofeo Guarnicê a la Mejor Película                                             | Viver a Vida       |
| 1996 | Festival de Brasília do Cinema Brasileiro                                        | Premio Especial de la Crítica                                                   | Um Céu de Estrelas |
| 1996 | Festival de Brasília do Cinema Brasileiro                                        | Mención de Honor (concedida por la UNESCO)                                      | Um Céu de Estrelas |
| 1996 | Festival de Brasília do Cinema Brasileiro                                        | Trofeo Glauber Rocha a la mejor dirección                                       | Um Céu de Estrelas |
| 1996 | Festival de Brasília do Cinema Brasileiro                                        | Trofeo Candango al Mejor Director                                               | Um Céu de Estrelas |
| 1996 | Festival de Cinema e Cultura da Américas de Biarritz                             | Premio Especial del Jurado                                                      | Um Céu de Estrelas |
| 1997 | Festival de Films de Femmes de Créteil                                           | Premio Especial del Jurado                                                      | Um Céu de Estrelas |
| 1997 | Festival Latinoamericano de Boston                                               | Mejor Película                                                                  | Um Céu de Estrelas |
| 1997 | Festival del Cinema Latino Americano di Trieste                                  | Mejor Película                                                                  | Um Céu de Estrelas |
| 1997 | Festival Internacional del Nuevo Cine Latinoamericano de La Habana               | Premio Coral a la Mejor Ópera Prima                                             | Um Céu de Estrelas |
| 1997 | Festival Internacional del Nuevo Cine Latinoamericano de La Habana               | Mejor Montaje                                                                   | Um Céu de Estrelas |
| 2006 | Festival Internacional del Nuevo Cine Latinoamericano de La Habana               | Mejor Sonido                                                                    | Antônia            |
| 2006 | Festival Internacional del Nuevo Cine Latinoamericano de La Habana               | Premio Roque Dalton, concedido por Radio Habana Cuba                            | Antônia            |
| 2006 | Mostra Internacional de Cinema de São Paulo                                      | Premio Petrobras de Difusión Cultural - Mejor Largometraje Brasileño de Ficción | Antônia            |
| 2006 | Festival de Cinema Brasileiro de Goiânia                                         | Mejor Actor de Reparto                                                          | Antônia            |
| 2006 | Festival de Cinema Brasileiro de Goiânia                                         | Mejor Fotografía                                                                | Antônia            |
| 2006 | Festival de Cinema Brasileiro de Goiânia                                         | Mejor Sonido                                                                    | Antônia            |
| 2007 | Festival de Cinema de Zlín (Festival Internacional de Cinema Infantil e Juvenil) | Premio del Jurado Ecuménico                                                     | Antônia            |
| 2007 | Festival de Cinema de Zlín (Festival Internacional de Cinema Infantil e Juvenil) | Trofeo Menina de Ouro                                                           | Antônia            |
| 2007 | Festival de Brasília do Cinema Brasileiro                                        | Trofeo Candango de Mejor Película                                               | Hoje               |